# NGC 517
NGC 517 es una galaxia lenticular de la constelación de Piscis. 
Fue descubierta el 13 de septiembre de 1784 por el astrónomo William Herschel.